# Гулд, Джей
Джейсон (Джей) Гулд (англ. Jason (Jay) Gould, 27 мая 1836 — 2 декабря 1892) — американский финансист.

## Биография

### Молодые годы
Джейсон Гулд был потомком майора Натана Голда (Nathan Gold), перебравшегося в Новую Англию в 1646 году и поселившегося в Фэрфилде, Коннектикут. Сын майора Голда, прадед Джейсона, Натан Голд-младший стал помощником губернатора колонии Коннектикут в 1706 году и главным судьёй верховного суда Коннектикута в 1724 году. Дед Джейсона, полковник Абрахам Голд был офицером континентальной армии. С 1806 года Голд-старший стал подписываться Гулд (Gould).
Джейсон с детства страдал туберкулёзом. От ненависти к зубрёжке бросил школу, однако с детства обладал умением риторики и литературными способностями, в частности, ещё подростком написал историю своего родного округа Делавэр.
Бросив школу, Гулд работал землемером, и сумел выручить 5000 долларов за продажу составленных им карт и исторических сочинений. На эти деньги в 1856 году он и его деловой партнёр, некто Пратт, открыли чрезвычайно выгодное кожевенное производство. Гулд обманул Пратта, выводя прибыль из компании в собственный (по существу, подпольный) банк; когда Пратт обнаружил мошенничество, то предпочёл мировое соглашение и вышел из предприятия с денежной компенсацией — вдвое меньше первоначального взноса. Когда Гулду исполнилось 20 лет, он вышел на нью-йоркский товарный рынок и, используя деньги новых партнёров, фактически скупил рынок кож. В 1857 году его состояние достигло миллиона, но паника на бирже 1857 года уничтожила его состояние; партнёр Гулда, Чарльз Льюип, покончил с собой (современные биографы оспаривают вину Гулда в его смерти, считая всему виной психическое расстройство Льюипа).

### Чёрная пятница 1869 года
В последующее десятилетие деятельность Гулда не выделялась на общем фоне, но во второй половине 1860-х годов он и Джеймс Фиск стали заметными фигурами в Таммани-холле (нью-йоркской штаб-квартире демократов). После смерти магната-афериста Дэниела Дрю Фиск и Гулд стали управляющими его железной дороги Эри (Erie Railroad), назначив почётным директором Босса Твида; Твид обеспечил Фиску и Гулду политическую «крышу». Во время судебного преследования Твида в 1871 году именно Гулд внёс за него залог в восемь миллионов.
В августе 1869 года Гулд и Фиск решили спровоцировать повышение цен на рынках. Скупая золото, они рассчитывали, что за ним последует повышение цен на зерно, а затем — повышение спроса на перевозки зерна, что позволило бы поднять железнодорожный тариф. Наполеоновский план Гулда (так эту аферу оценивали современники) опирался, в том числе, на контакты с ближним окружением президента Гранта. Гулд вложил в дело 7 миллионов, что взвинтило цены на золото на 40 %; в последующие дни рост цен составил 65 % к июлю 1869 года. Сомневающиеся игроки обратились к президенту напрямую, и только после этого, без особых предупреждений и утечек информации, на рынок золота вышло Казначейство США. 24 сентября 1869 года грянула «Чёрная пятница», курс золота рухнул; хотя Гулд и не потерял вложенные в аферу деньги, его обложили многочисленными судебными исками, а однажды чуть не линчевали на улице — в итоге Гулд покинул биржу и железную дорогу в 1872 году, а Джеймса Фиска расстрелял на улице любовник его бывшей подруги.

### Железнодорожный король
Бросив опустошённую Erie Railroad, Гулд взялся скупать железные дороги на Среднем Западе, взяв под контроль Union Pacific и Missouri Pacific. К 1880 году он контролировал около 16 000 километров дорог (1/9 национальной сети США), в 1882 году — 15 % национальной сети. В 1883 году Гулду пришлось уйти из Union Pacific из-за финансовых претензий федерального правительства. Гулду приписывается фраза, сказанная по поводу забастовки железнодорожников 1886 года: «Я могу нанять половину рабочего класса, чтоб они убивали другую».
Гулд был женат один раз (жена умерла за два года до его смерти) и имел шестерых детей. После смерти его наследство было оценено всего в 72 млн долларов — чтобы сэкономить на налогах.
Современные биографы, реконструировавшие биографию Гулда на первичных источниках, считают, что его образ «барона-разбойника» во многом преувеличен прессой (в том числе и по указке самого Гулда при его жизни), а методы ведения бизнеса Гулдом — исключая практику преднамеренного банкротства и прямого несоблюдения интересов миноритариев — оправданными в условиях XIX века. Однако в популярной и учебной литературе личность Гулда по-прежнему подаётся как пример особо беспринципного воротилы.